# Shaft (film fra 1971)
 For alternative betydninger, se Shaft. (Se også artikler, som begynder med Shaft)
Shaft er en amerikansk blaxploitationfilm fra 1971 instrueret af Gordon Parks og med Richard Roundtree i titelrollen som privatdetektiven John Shaft. Filmen vandt en Oscar for bedste sang (Isaac Hayes) og resulterede i tre efterfølgere med Richard Roundtree og et remake i 2000 med Samuel L. Jackson som John Shaft, en nevø til 1971-filmens John Shaft. Filmen blev i 1972 efterfulgt af Shaft's Big Score.

## Ekstern henvisning
- Shaft på Internet Movie Database (engelsk)
- Shaft på Filmdatabasen
- Shaft på Scope
- Shaft i Svensk Filmdatabas (svensk)
- Shaft på AlloCiné (fransk)
- Shaft på MovieMeter (nederlandsk)
- Shaft på AllMovie (engelsk)
- Shaft hos American Film Institute (engelsk)
- Shafts profil hos Encyclopædia Britannica Online (engelsk)
- Shaft på Turner Classic Movies (engelsk)